# Біг на 2 милі
Біг на 2 милі є історичною біговою дистанцією. Як і миля, вона все ще зустрічається в деяких змаганнях за запрошенням, можливо, тому що вона забезпечує легшу організацію змагань для промотерів (і відповідний платіж бонусів для учасників), а також його давні історичні традиціЇ. Зараз вона значною мірою замінена на 3000 м, 5000 м та 3200 м в деяких молодіжних змаганнях. ІААФ більше не реєструє офіційні світові рекорди на цій дистанціЇ; їх називають найкращими світовими досягненнями, а не рекордами.

## Світові рекорди
За станом на 9 червня 2023 року

### Чоловіки
- 7:54,10 Якоб Інгебрігтсен (Норвегія), Париж, Франція, 9 червня 2023 року.

### Жінки
- 8.58,58, Месерет Дефар (Ефіопія), Брюссель, Бельгія, 14 вересня 2007 року.